# 亚历山大·普罗霍罗夫
亚历山大·米哈伊洛維奇·普罗霍罗夫（俄语：Александр Михайлович Прохоров，1916年7月11日—2002年1月8日），蘇聯物理學家，他於澳大利亚阿瑟顿出生，逝世於俄羅斯莫斯科，1964年获诺贝尔物理学奖。自1969年，他曾担任《苏联大百科全书》（第三版）的主编。

## 早年
亚历山大·普罗霍罗夫出生於澳大利亞昆士蘭阿塞頓的一個俄羅斯家庭，他們家人由於支持革命反對沙皇體制而逃離俄羅斯，十月革命成功後，他們全家於1923年遷回到新生的蘇聯定居。1934年普羅霍羅夫進入列寧格勒大學就讀物理學，1939年畢業後轉到莫斯科進入列別捷夫物理研究所工作。1941年德軍入侵蘇聯，普羅霍羅夫加入蘇聯紅軍投身苏德战争，其中曾三度獲得勳章獎勵，1944年他回到研究所從事工作。

## 政治立場
普羅霍羅夫於1950年成為蘇聯共產黨黨員，曾經於1983年與另外三位蘇聯學者發表公開信，譴責批評薩哈羅夫。

## 家庭
普羅霍羅夫的雙親皆於二戰中逝世，他在1941年與地理學家Galina Shelepina結婚，兩人生有一子Kiril。Kiril和他父親一樣成為物理學家，投身於光纖研究並成為A. M. Prokhorov General物理研究所相關領域部門的負責人。